# Phellopsis obcordata
Phellopsis obcordata is een keversoort uit de familie somberkevers (Zopheridae). De wetenschappelijke naam van de soort werd in 1837 gepubliceerd door William Forsell Kirby.